# Bahnhof Büren zum Hof

Der Bahnhof Büren zum Hof ist ein Bahnhof im Dorf Büren zum Hof der Gemeinde Fraubrunnen im schweizerischen Kanton Bern. Er befindet sich an der Bahnstrecke Solothurn–Worblaufen des Regionalverkehrs Bern–Solothurn (RBS).
Das denkmalgeschützte Aufnahmegebäude ist ein typisches Beispiel für den mittelgrossen Typ einer Serie verschieden grosser Heimatstil-Bahnhofsgebäude der ehemaligen Elektrischen Schmalspurbahn Solothurn–Bern. Es hat eine kompakte Form mit einem Putzbau und einem Mansarddach mit geschweifter Korbbogenründe. Ein hölzerner Güterschuppen mit Knickwalmdach ist daran angebaut. Auffällig sind die zeittypischen Details wie kleine Fenster in Kunststeinrahmen, geschmiedete Türbeschläge und einfache Aussenleuchten. Der Bahnhof steht zusammen mit einem kleinen Toilettenhäuschen und einem grossen Bahnhofsvorplatz nördlich des Unterdorfs.
Das Stationsgebäude des Bahnhofs Büren zum Hof wurde zusammen mit anderen Bahnhöfen auf der Strecke Bern–Solothurn nach Plänen des Architekten Karl Indermühle in den Jahren 1916 bis 1918 erbaut. Er entwarf drei verschiedene Bahnhofsgrössen, wobei in Büren zum Hof der mittlere Typ gewählt wurde. Die Gestaltung dieser Bahnhöfe folgte dem Leitgedanken, etwas zu schaffen, das den Anforderungen des Heimatschutzes entspricht und sich harmonisch in die bernischen Bauerndörfer einfügt. Dabei war es wichtig, die Architektur der Bahnhöfe an die örtliche Bauweise anzupassen. Indermühle hatte sich bereits 1914 auf der Schweizerischen Landesausstellung als Heimatstil-Architekt durch den Bau des «Dörflis» profiliert. Das Stationsgebäude in Büren zum Hof ist durch seine formale Anlehnung an das Berner Bauernhaus (Stöckli) erkennbar.
Der Bahnhof und das Stationsgebäude wurden um 1980 renoviert.

## Bilder

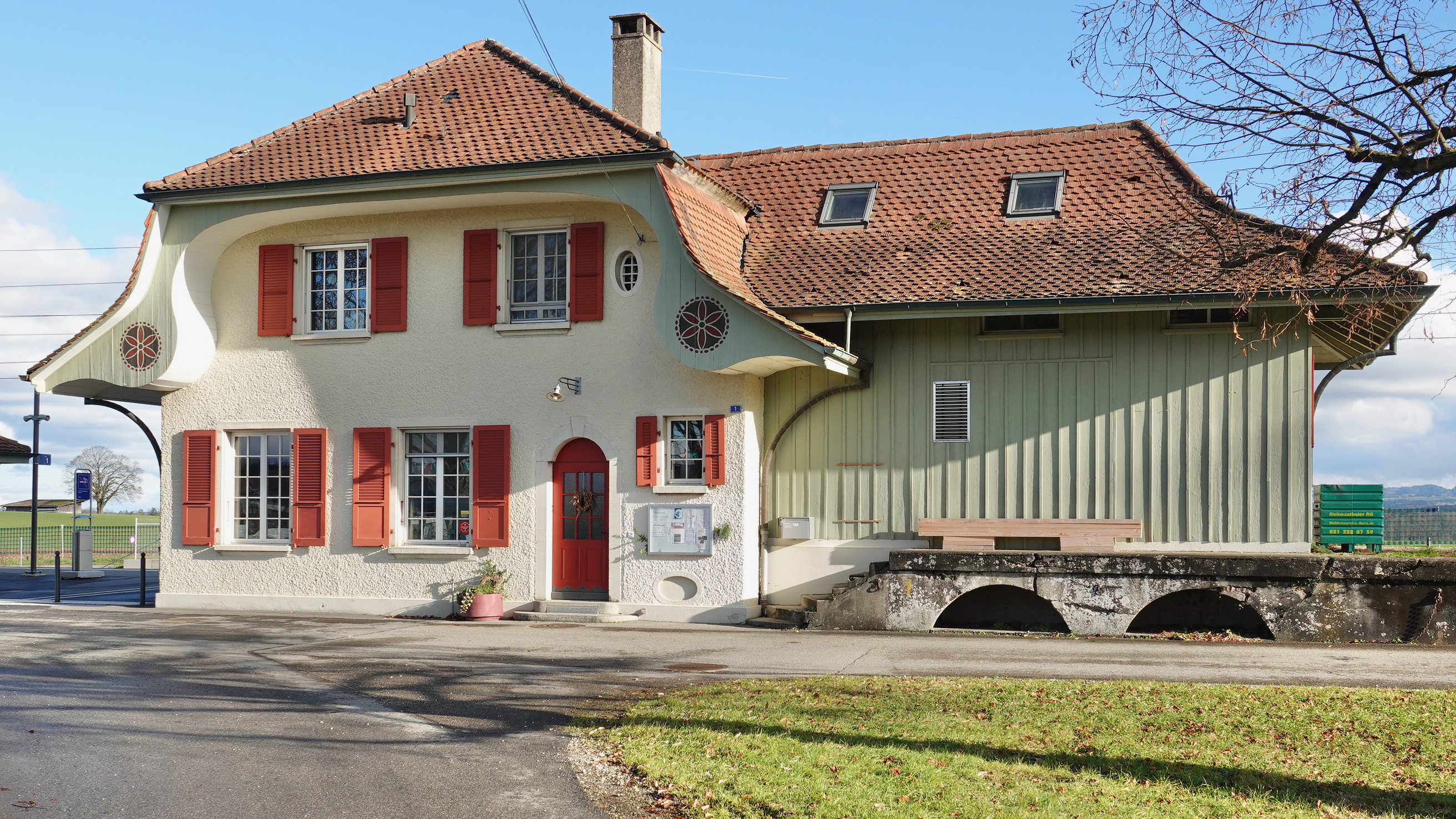
Strassenseitige Ansicht von 2024
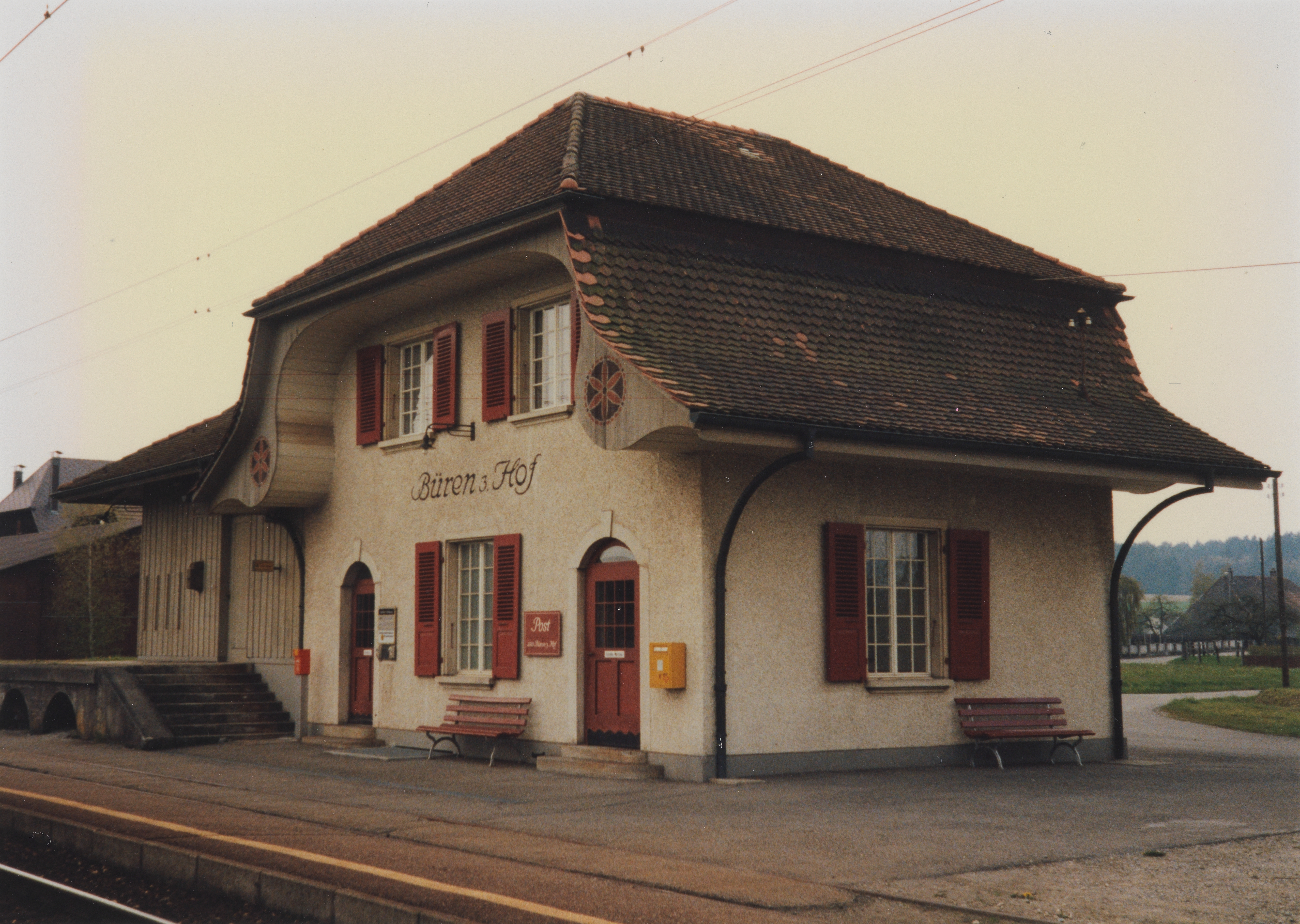
Bahnseitige Ansicht von 1991
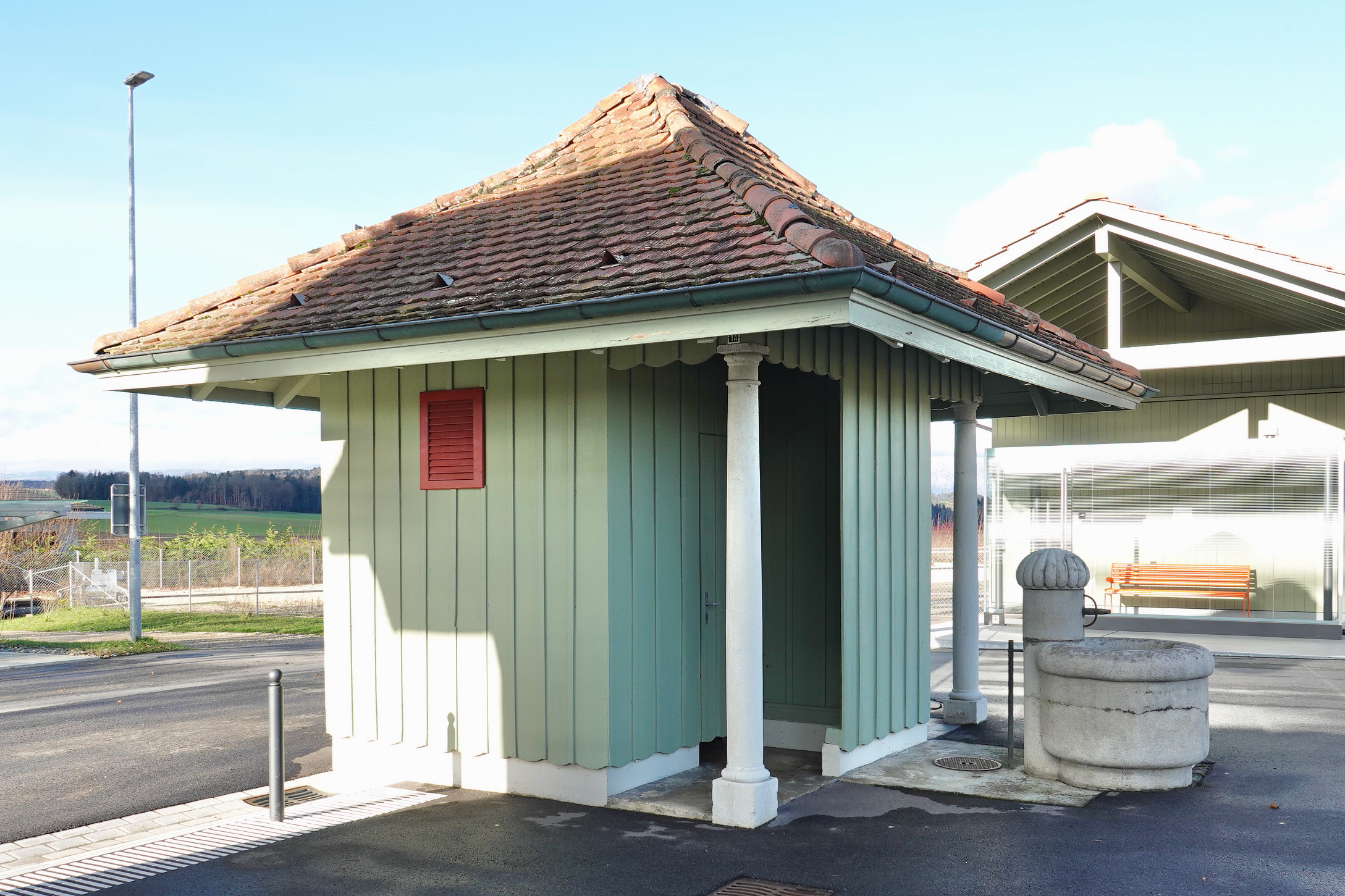
Nebengebäude